# Universidade Federal de Alfenas
A Universidade Federal de Alfenas (UNIFAL-MG) é uma instituição de ensino superior pública brasileira sediada na cidade de Alfenas e com campi nas cidades de Poços de Caldas e Varginha, todas na região sul do estado de Minas Gerais.
Originalmente conhecida como Escola de Farmácia e Odontologia de Alfenas (EFOA), foi fundada no dia 3 de abril de 1914, por um grupo de idealistas liderados por João Leão de Faria e formado por: Armando de Almeida Magalhães, Nicolau Coutinho e José da Silveira Barroso, com a implantação do Curso de Farmácia e, no ano seguinte, do Curso de Odontologia.

## História
A EFOA foi reconhecida pela Lei Estadual nº 657, de 11 de setembro de 1915, do Governo do Estado de Minas Gerais. Sua  primeira diretoria eleita foi composta por João Leão de Faria, diretor, Armando de Almeida Magalhães, vice-diretor, Nicolau Coutinho, tesoureiro e José da Silveira Barroso, secretário. Em 11 de setembro de 1916, foi criada a biblioteca com doações angariadas por uma comissão de alunos. João Leão de Faria, foi diretor desta escola, desde a fundação até 1933, quando, apesar de inúmeros apelos contrários, renunciou a este cargo.
O reconhecimento, através do Ministro da Educação e Saúde, foi previsto no artigo 26 do Decreto 19.851 e, em 23 de março de 1932, foi aprovado o novo regulamento enquadrando-a nas disposições das leis federais. No dia 18 de dezembro de 1960, através da Lei nº 3.854, a Escola foi federalizada, estando sua direção a cargo de Paulo Passos da Silveira.
A transformação em autarquia de regime especial efetivou-se através do Decreto nº 70.686, de 7 de junho de 1972.
A transformação em autarquia favoreceu a implantação do curso de Enfermagem e Obstetrícia, autorizado pelo Parecer n.º 3.246, de 5 de outubro de 1976 e Decreto n.º 78.949, de 15 de dezembro de 1976 e reconhecido pelo Parecer do CFE n.º 1.484/79, Portaria MEC n.º 1.224, de 18 de dezembro de 1979. A criação do curso de Enfermagem e Obstetrícia atendia, nessa época, à política governamental de suprimento das necessidades de trabalho especializado na área de saúde.
Em 1999 foram implantados os Cursos de Nutrição, Ciências Biológicas (Bacharelado e Licenciatura) e a Modalidade Fármacos e Medicamentos, autorizados pela Portaria do MEC 1.202 de 3 de agosto de 1999, com início de funcionamento em 2000.
A mudança para Centro Universitário Federal (EFOA/Ceufe) ocorreu em 1º de outubro de 2001 pela Portaria/MEC nº 2.101.
Para atender as exigências legais das diretrizes curriculares, o Curso de Ciências Biológicas foi desmembrado originando os Cursos de Ciências Biológicas (Licenciatura) com início de funcionamento em 2002/2 pela Resolução 005/2002 do Conselho Superior da Unifal-MG de 12 de abril de 2002 e Ciências Biológicas (Bacharelado) em 2003/1 pela Portaria do MEC 1202 de 3 de agosto de 1999.
Em 2003 iniciou-se o Curso de Bacharelado em Química pela Resolução 002/2003 do Conselho Superior da então EFOA/Ceufe de 13 de março de 2003.
Em agosto de 2005 foi transformada em Universidade Federal de Alfenas (Unifal-MG) pela Lei 11.154, propicia a implantação de vários cursos: Física, Matemática e Química (licenciatura), Geografia (Licenciatura), Geografia (Bacharelado), Biotecnologia, Ciência da Computação, Pedagogia e as modalidades Ciências Ambientais para o Curso de Ciências Biológicas.

## Campi
Atendendo às tendências de expansão das Instituições Federais de Ensino Superior, foi aprovada pelo Conselho Superior da UNIFAL-MG, a criação dos campi nas cidades de Varginha e Poços de Caldas e, de outro, em Alfenas. Foram implantados, para o Campus de Varginha, os cursos de Bacharelado Interdisciplinar em Ciência e Economia; que permite o ingresso nos cursos de Ciências Atuariais; Administração Pública e Ciências Econômicas com ênfase em Controladoria, e os cursos de Bacharelado Interdisciplinar em Ciência e Tecnologia; que permite o ingresso nos cursos de Engenharia Ambiental; Engenharia de Minas e Engenharia Química, para o Campus de Poços de Caldas, com início no primeiro semestre de 2009.
A Unifal-MG é uma instituição formada por 4 campi:
- Campus Sede, Alfenas, localizado na Rua Gabriel Monteiro da Silva, 700 - Centro.
- Campus Santa Clara, Alfenas, localizada na Av. Jovino Fernandes Sales, 2600 - Santa Clara.
- Campus Poços de Caldas, localizado na Rodovia BR-267, km 533, Cidade Universitária.
- Campus Varginha, localizado na Avenida Celina Ferreira Ottoni, 4000 - Padre Vitor.

## Pós Graduação
A Pós-graduação, iniciada na Instituição na década de 1980, oferece vários cursos de Especialização presenciais, na área de saúde, no campus de Alfenas.
Os Programas de Pós-graduação contam com o apoio da Capes e da FAPEMIG por meio de bolsas concedidas aos alunos, além do Programa Institucional de Bolsas da UNIFAL-MG. As atividades de pesquisa dos discentes de graduação são viabilizadas mediante os Programas Institucionais de Bolsas de Iniciação Científica.

## Pesquisa
Um ponto chave para o desenvolvimento da pesquisa na UNIFAL-MG ocorreu quando ainda EFOA, no início da década de 90, houve a implantação do Programa Institucional de Bolsas de Iniciação Científica (PIBIC) e o Programa de Educação Tutorial (PET). Atualmente as atividades de pesquisa ao nível de Iniciação Científica (IC) são viabilizadas por meio dos Programas PIBIC/CNPq (62 bolsas), PIBITI/CNPq (10 bolsas), PROBIC/UNIFAL-MG (30 bolsas), PIBICT/FAPEMIG (100 bolsas), Jovens Talentos para a Ciência/CAPES-CNPq (27 bolsas), totalizando 229 bolsas nesse primeiro semestre de 2013.
O PROBIC/UNIFAL-MG, instituído em 2000, é mantido com recursos do orçamento da UNIFAL-MG, enquanto os outros programas oferecidos são mantidos pela FAPEMIG (PIBICT), CNPq (PIBIC, PIBITI e Jovens Talentos para Ciência) e CAPES(Jovens Talentos para Ciência), que também oferecem bolsas de iniciação científica para alunos do Ensino Médio, tais como Bic Jr – FAPEMIG (30 bolsas) e PIBIC-EM - CNPq (20 bolsas).
A UNIFAL-MG contou com um aumento de 15% em seu quadro docente no período de 2010 a 2012, passando de 325 para 380 professores. Nesse mesmo período o número de doutores aumentou 22%, passando de 212 para 274. Esses doutores integram os 58 grupos de pesquisa do CNPq com certificação da UNIFAL-MG, com linhas de pesquisa concentradas principalmente nas quatro grandes áreas: Ciências Biológicas, Saúde, Exatas e da Terra e Humanas.
Destaca-se que o crescimento do número de pesquisadores na Instituição teve forte impacto na aprovação de recursos para a pesquisa e a pós-graduação da UNIFAL-MG, uma vez que os aportes subiram de R$ 4,6 milhões em 2010 para R$ 6,7 milhões em 2012, um aumento de 43%. Considerando o total acumulado no último triênio, foram aprovados mais de R$ 17 milhões para a pesquisa e pós-graduação na UNIFAL-MG. No viés tecnológico, outro marco institucional importante foi a criação da Agência de Inovação/UNIFAL-MG, responsável pela gestão da política de propriedade intelectual, transferência de tecnologia e inovação da UNIFAL-MG. Desde então, a Agência de Inovação assessorou os pesquisadores da UNIFAL-MG no depósito de 4 patentes as quais possuem resultados oriundos de pesquisa utilizando a infraestrutura dos projetos anteriormente aprovados pela FINEP.

## Extensão
As ações de extensão, hoje consolidadas e a criação da Universidade da Terceira Idade (Unati), representam outra via de direcionamento dos trabalhos acadêmicos, a qual possibilita o contato e o intercâmbio permanentes entre o meio universitário e o social, intensificando as relações transformadoras entre ambas por meio de processos educativos, culturais e científicos, visando à melhoria da qualidade do ensino e da pesquisa, à integração com a comunidade e ao fortalecimento do princípio da cidadania, bem como ao intercâmbio artístico-cultural.
Para alunos procedentes do 2º Ano do Ensino Médio das Escolas Públicas Municipais ou Estaduais ou Federais dos municípios de Alfenas, de Poços de Caldas e de Varginha, estão disponíveis o PIBICT-Júnior/FAPEMIG (Programa Institucional de Bolsas de Iniciação Científica Jr) e o PIBIC-EM (Programa Institucional de Bolsas de Iniciação Científica para o Ensino Médio).